# Greeba
Il Grebba è un fiume che scorre sull'Isola di Man (Regno Unito).
Nasce sul monte Greeba al di sopra di Kerrow Glass e Cooilslieu, scorre verso sud ed est attraverso il villaggio e il castello prima di unirsi al fiume River Dhoo ad ovest di Crosby.